# Hlavička (informatika)
Hlavička (záhlaví, anglicky header) je v informatice označení pro doplňující data (tzv. metadata), či datovou strukturu na začátku protokolové datové jednotky, souboru, záznamu na datovém médiu, apod. Údaje umístěné v hlavičce popisují data, která za ní následují (vlastnosti, délku, důležitost atd.). Hlavička je formována podle určité specifikace, normy, protokolu a podobně kvůli usnadnění strojového parsování (interpretace dat hlavičky počítačem). Při přenosu dat jsou data následující za hlavičkou občas nazývána datový obsah (anglicky payload) nebo tělo (anglicky body).

## Příklady
- hlavička e-mailu
- hlavička paketu
- hlavička ethernetového rámce
- synchronizační pulzy sériové komunikace (např. RS-232)
- záhlaví souborů grafických formátů (např. GIF, PNG, JPEG)
- hlavička archivního souboru (např. ZIP)
- hlavičkové soubory některých programovacích jazyků – soubor nebo jeho část obsahující deklarace identifikátorů